# Бутуч
Бутуч (рум. Butuci) — село у повіті Прахова в Румунії. Входить до складу комуни Синджеру.
Село розташоване на відстані 82 км на північ від Бухареста, 36 км на північний схід від Плоєшті, 132 км на захід від Галаца, 81 км на південний схід від Брашова.

## Населення
За даними перепису населення 2002 року у селі проживали 275 осіб, усі — румуни. Усі жителі села рідною мовою назвали румунську.